# Ingegneria acustica

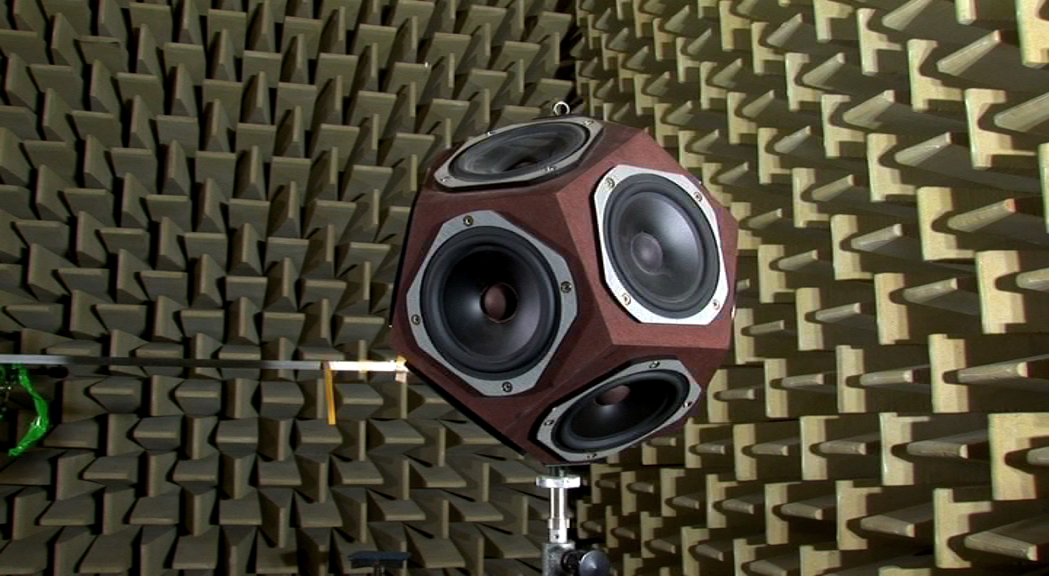
Un diffusore acustico posto in una camera anecoica per lo studio dei fenomeni sonori.

L'ingegneria acustica o del suono  è un ramo dell'ingegneria elettronica che tratta la progettazione, produzione, trasmissione, registrazione e riproduzione del suono, oltre che le sue applicazioni specifiche, attraverso dispositivi meccanici, elettronici o informatici.

## Discipline tipiche
- La fisica acustica, che studia il comportamento del suono da un corpo sorgente (vibrante o oscillante) alla propagazione delle onde acustiche che avviene tramite un mezzo (ad esempio l'aria) in grado di stimolare l'orecchio umano (ricevitore).
- L'elettroacustica, che ha come oggetto le basi teoriche e lo sviluppo di dispositivi elettrici ed elettronici per trasformare onde sonore e oscillazioni meccaniche in segnali elettrici e magnetici.
- La psicoacustica, che studia il modo con cui il cervello traduce in modo soggettivo lo stimolo dell'onda sonora.
- L'acustica fisiologica, che ha come campo di ricerca il funzionamento dell'orecchio e dell'organo della fonazione.
- L'acustica musicale studia le caratteristiche fisiche e matematiche che l'onda acustica deve possedere perché una determinata cultura musicale possa considerarle consonanti.
- L'acustica architettonica, che studia infine la riflessione e l'assorbimento dei diversi materiali rispetto alle onde sonore ed è strettamente correlata all'acustica ambientale.

## Aspetti professionali
L'ingegnere del suono è una persona esperta nella manipolazione e nelle tecniche di analisi e sintesi di segnali audio.
Le specializzazioni del tecnico del suono variano a seconda dei campi di applicazione; abbiamo quindi tecnici specializzati nella ripresa del suono, nel missaggio del suono (la miscelazione delle varie sorgenti), nel mastering del suono (la tecnica che permette di rendere il suono il più fruibile possibile psicoacusticamente parlando).
Ancora, le figure professionali possono anche distinguersi: tecnico del suono per la radio o la tv (broadcast), per gli studi di registrazione o mastering (production e post-production) o per la musica dal vivo (live).
Nelle esecuzioni dal vivo possiamo distinguere lo stage monitor engineer che si occupa del corretto ascolto (monitoraggio) sul palco da parte dei musicisti e il front of house engineer (FOH engineer) che si occupa invece del missaggio per il pubblico.